# شاپرک آنثیلیدلا
شاپرک آنثیلیدلا(نام علمی: Aproaerema anthyllidella) نام یک گونه از راسته پروانه‌سانان است.